# Protaktínium
A protaktínium a periódusos rendszer egyik kémiai eleme. Vegyjele Pa, rendszáma 91. Leghosszabb ideig megmaradó és a természetben legnagyobb arányban előforduló izotópja a Pa-231, mely az urán-235 bomlási terméke, felezési ideje 32 760 év. Sokkal kisebb arányban található meg a rövid életű, metastabil Pa-234m izotóp, mely az urán-238 bomlási terméke. A Pa-233 a tórium 233-as izotópjának bármilyen bomlásából előállhat.

## Jellemzői
A protaktínium az aktinoidák csoportjába tartozó fémes elem, élénk fémes fényű, amely tulajdonság levegővel való érintkezés során egy ideig megmarad. A protaktínium 1,4 K alatti hőmérsékleten szupravezetővé válik.

## Története
1890-ben Dmitrij Ivanovics Mengyelejev megjósolta egy elem létezését a tórium és az urán között. Mivel az aktinoidák csoportja még nem volt ismert, az urán a volfrám alatt, a tórium a cirkónium alatt helyezkedett el, így a tantál alatti hely üresen maradt. Egészen az 1950-es évekig a periódusos rendszer így épült fel. A vegyészek hosszú időn át egy bizonyos eka-tantált kerestek, melynek kémiai tulajdonságait a tantálhoz hasonlónak vélték, emiatt a protaktínium felfedezése szinte lehetetlen volt.
1900-ban William Crookes különítette el a protaktíniumot, mint radioaktív anyagot az urántól, de nem ismerte fel, hogy ez egy új elem.
A protaktíniumot először 1913-ban azonosították, amikor Kasimir Fajans és Oswald Helmuth Göhring az urán 238-as izotóp bomlási láncát vizsgálva rábukkant a rövid életű Pa-234m izotópra (felezési ideje kb. 1,17 perc). Az új elemnek a brevium nevet adták (a latin brevis szó rövidet jelent). 1918-ban, amikor két kutatócsoport (vezetőik Otto Hahn és Lise Meitner, illetve Frederick Soddy és John Cranston) egymástól függetlenül felfedezte a Pa 231-es izotópját, a nevet megváltoztatták protoaktíniumra, melyet később, 1949-ben protaktíniumra rövidítettek. A szó a görög protosz (πρώτος = első) és az aktínium összetételéből származik, a protaktínium ui. aktíniummá alakul radioaktív sugárzás közben. Az aktínium neve a görög aktisz-ból (ἀκτίς = sugár) származik.

## Felhasználása
Ritkasága, erős radioaktivitása és mérgező tulajdonsága miatt csak tudományos kutatásban használják.